# Randall & Hopkirk
Randall & Hopkirk (Randall & Hopkirk (Deceased)) è una serie televisiva britannica in 13 episodi trasmessi per la prima volta nel corso di due stagioni dal 2000 al 2001. È un remake della serie televisiva Il mio amico fantasma (Randall and Hopkirk (Deceased), 1969-1970).

## Personaggi e interpreti
- Marty Hopkirk (13 episodi, 2000-2001), interpretato da Vic Reeves.
- Jeff Randall (13 episodi, 2000-2001), interpretato da Bob Mortimer.
- Bulstrode (12 episodi, 2000-2001), interpretato da Charlie Higson.
- Jeannie (11 episodi, 2000-2001), interpretata da Emilia Fox.
- Prof. Wyvern (10 episodi, 2000-2001), interpretato da Tom Baker.
- Wendy Gill (5 episodi, 2000-2001), interpretata da Melissa Knatchbull.
- Felia Siderova (3 episodi, 2000), interpretata da Jessica Hynes.

### Guest star
Tra le guest star: John Michie, Charles Dance, David Tennant, Hannah Miles, Steve Pemberton, Mark Gatiss, Paul Shearer, Gemma Page, Martin Wimbush, Michael Knighton, Joscelyn Best.

## Produzione
La serie, ideata da Dennis Spooner, fu prodotta da Ghost Productions e Working Title Television e girata in Inghilterra. Le musiche furono composte da Murray Gold.

### Registi
Tra i registi sono accreditati:
- Charlie Higson in 4 episodi (2000-2001)
- Mark Mylod in 3 episodi (2000)
- Metin Hüseyin in 3 episodi (2001)
- Rachel Talalay in 2 episodi (2000)

### Sceneggiatori
Tra gli sceneggiatori sono accreditati:
- Charlie Higson in 11 episodi (2000-2001)
- Jeremy Dyson in 2 episodi (2001)
- Mark Gatiss in 2 episodi (2001)
- Gareth Roberts in 2 episodi (2001)

## Distribuzione
La serie fu trasmessa nel Regno Unito dal 18 marzo 2000 al 10 settembre 2001 sulla rete televisiva BBC One. In Italia è stata trasmessa su RaiSat Fiction con il titolo Randall & Hopkirk.
Alcune delle uscite internazionali sono state:
- nel Regno Unito il 18 marzo 2000 (Randall & Hopkirk (Deceased))
- in Russia il 1º settembre 2001
- in Finlandia il 23 maggio 2002 (Randall & Hopkirk)
- in Italia (Randall & Hopkirk)

## Episodi
| Stagione         | Episodi | Prima TV Regno Unito |
| ---------------- | ------- | -------------------- |
| Prima stagione   | 6       | 2000                 |
| Seconda stagione | 7       | 2001                 |